# Yabteclum
Yabteclum är en ort i Mexiko.   Den ligger i kommunen Chenalhó och delstaten Chiapas, i den sydöstra delen av landet, 700 km öster om huvudstaden Mexico City. Yabteclum ligger 1 593 meter över havet och antalet invånare är 572.
Terrängen runt Yabteclum är huvudsakligen kuperad, men norrut är den bergig. Runt Yabteclum är det ganska tätbefolkat, med 134 invånare per kvadratkilometer. Närmaste större samhälle är Cancuc, 9,3 km öster om Yabteclum. Omgivningarna runt Yabteclum är en mosaik av jordbruksmark och naturlig växtlighet.